# 마이클, 노를 저어라
마이클, 노를 저어라("Michael, Row the Boat Ashore", "Michael Rowed the Boat Ashore", "Michael, Row Your Boat Ashore" 또는 "Michael, Row That Gospel Boat")는 사우스캐롤라이나주의 시 제도 중 하나인 세인트헬레나섬에서 미국 남북 전쟁 당시 처음으로 언급된 전통적인 흑인영가이다. 가장 잘 알려진 음반은 1960년 미국 포크 밴드 더 하이웨이맨(The Highwaymen)이 발표한 것이다. 이 버전은 싱글로서 잠시 1위 히트에 도달했다.
이 노래는 봉쇄를 집행하기 위해 연방 (남북 전쟁) 해군이 도착하기 전에 주인이 섬을 버린 전 노예들이 불렀다. 찰스 피커드 웨어(Charles Pickard Ware)는 1862년부터 1865년까지 세인트 헬레나 섬의 농장을 감독하기 위해 왔던 노예 제도 폐지론자이자 하버드 대학교 졸업생이었는데, 그는 자유민들이 부르는 것을 들으면서 악보로 노래를 적었다. 웨어의 사촌 윌리엄 프랜시스 앨런(William Francis Allen)은 1863년에 이전에 노예였던 흑인 미국인들이 스테이션 크릭(Station Creek)을 건너는 보트를 타고 그를 노를 저으면서 이 노래를 불렀다고 보고했다.
이 노래는 1867년 앨런, 웨어, 루시 맥킴 개리슨이 "Slave Songs of the United States"에서 처음 출판했다. 포크 음악가이자 교육자인 토니 살레탄(Tony Saletan)은 1954년 도서관 사본에서 이 책을 재발견하여 미국 포크 음악 부흥에 도입했다. 이 노래는 Roud Folk Song Index No. 11975로 분류되어 있다.